# ヌーメナ
ヌーメナ (Noumena)は、フィンランド・アハタリ出身のメロディックデスメタルバンド。アモルフィスなどのメロディックデスメタルバンドと比較される。2018年時点でバンド活動20周年であるが、2009年のスヴィ・ウーラの加入、2018年のマルクス・ヒルヴォネンの加入以外は、メンバーの変更もなく、安定したラインナップを保っている。

## 略歴
1998年にフィンランド中西部の町・アハタリで結成。結成時のメンバーは、アンティ・ハーパネン (Vo)、トゥーッカ・トゥオメラ (G、Vo)、ヴィレ・ランミナホ (G、Vo)、ハンヌ・サヴォライネン (B)、イルッカ・ウンボン (Ds)の5名。この内、アンティ、トゥーッカ、ヴィレの3名はインフェリオン (Inferion)というスラッシュメタルバンドのバンドメイトであった。結成年中に、1stデモ『Aeons』をリリース。1999年に2ndデモ『For the Fragile One』をリリース。これがきっかけで、1999年にシンガポールのレコードレーベル、ディエス・イラエ・プロダクションズと契約。アルバム音源の録音も行うが、リリース前にディエス・イラエ・プロダクションズが倒産。このアルバムは結局無発表となり、アルバム用音源から3曲を取り上げ3rdデモ『Promo 2000』がリリース。2001年には4thデモ『Sala』をリリース。同年、オーストラリアのレーベル、カタルシス・レコードと契約。2002年に1stアルバム『Pride / Fall』をリリースしデビューする。カタルシス・レコードとの契約はアルバム1枚のみで、2004年には5thデモ『The Tempter』をリリース。同年中に、スパインファーム・レコード傘下のスパイクファーム・レコードと契約。2005年に2ndアルバム『Absence』をリリース。2006年にデジタルEP『Triumph and Loss』をリリースし、同年中に3rdアルバム『Anatomy of Life』をリリースした。2008年を境にライヴの本数も減り、活動が停滞する。2009年に女性ヴォーカリスト、スヴィ・ウーラ (Vo)が加入、6人体制になる。また、スパイクファーム・レコードから離脱し、自主レーベルのホーンテッド・ズー・プロダクションズを設立した。2013年に4thアルバム『Death Walks with Me』をリリースした。2017年に5thアルバム『Myrrys』をリリースした。2018年の「Suomi Feast 2018」にチュリサスやビースト・イン・ブラックらと共に出演。初来日を果たした。同年7月には、マルクス・ヒルヴォネン (G, Vo)の加入が発表された。なお、この加入に際してメンバーの脱退はなく、今後はトリプルギター編成の7人体制で活動を継続することも併せて発表された。マルクスはこの加入前の2年程度、ライヴセッションとしてヌーメナの活動に参加しており、今回正式に加入する運びとなった。2020年9月に6thアルバム『Anima』をリリース。

## メンバー
- アンティ・ハーパネン (Antti Haapanen) - ボーカル (1998-)
- スヴィ・ウーラ (Suvi Uura) - ボーカル (2009-)

主に女性クリーンボーカルを担当するが、一部楽曲ではハーシュボーカルも担当している。
- トゥーッカ・トゥオメラ (Tuukka Tuomela) - ギター、バッキング・ボーカル (1998-)

ヴィレと共にバンドのメインコンポーザである。全楽曲の約三分の一程度の作曲に関わっている。
- ヴィレ・ランミナホ (Ville Lamminaho) - ギター、バッキング・ボーカル (1998-)

トゥーッカと共にバンドのメインコンポーザである。全楽曲の約三分の二弱の作曲に関わっている。
ザ・クレッセント（エノキアン・クレッセント）でも活動。
- マルクス・ヒルヴォネン (Markus Hirvonen) - ギター、バッキング・ボーカル (2018-)

2016年より、ライヴセッションとして参加し、2018年7月に正式に加入した。
インソムニウムで活動するドラマーは同姓同名の別人。
- ハンヌ・サヴォライネン (Hannu Savolainen) - ベース (1998-)
- イルッカ・ウンボン (Ilkka Unnbom) - ドラムス (1998-)

## ディスコグラフィ

### アルバム
- 2002年 Pride / Fall
- 2005年 Absence
- 2006年 Anatomy of Life
- 2013年 Death Walks with Me
- 2017年 Myrrys
- 2020年 Anima

### デモ・EP
- 1998年 Aeons (Demo)
- 1999年 For the Fragile One (Demo)
- 2000年 Promo 2000 (Demo)
- 2001年 Sala (Demo)
- 2004年 The Tempter (Demo)
- 2006年 Triumph and Loss (Digital EP)